# Chorthippus xiningensis
Chorthippus xiningensis är en insektsart som beskrevs av Zheng, Z. och Zhen-ning Chen 2001. Chorthippus xiningensis ingår i släktet Chorthippus och familjen gräshoppor. Inga underarter finns listade i Catalogue of Life.